# Brimeura amethystina
Brimeura amethystina (L.) Chouard  är en flerårig  sparrisväxt som  ingår i släktet Brimeura och familjen sparrisväxter. 

## Kompletterande systematik
- Underklass = Lilidae [4]

## Beskrivning
Blomstjälkarna har runt tvärsnitt, och blir 10 — 25 cm höga.
Kring varje blomstjälk sitter 30 cm långa gräsliknande blad, 2 — 3 mm breda, anordnade i en rosett nära marken, oftast 3 till antalet. Med många plantor nära varandra blir det ett jytter av blad, så det är svårt att se, att det bara är tre blad per stjälk.
I toppen på stjälkarna sitter tvåkönade, luktlösa blomklockor på korta skaft. Storlek 7 — 10 mm. Sällan med fler än tre per stjälk, men kan bli 6, 9, 12 och ända upp till 18. Blomningstid maj — juni.
Roten är utformad som en lök, där växten övervintrar.
Kromosomtal 2n = 28, i undantagsfall = 30.
Brimeura amethystina var tidigare placerad i släktet Hyacinthus, därav de många synonymer, som börjar med Hyacinthus.

### Underarter
- Brimeura amethystina ssp. duvigneaudii (L.Llorens) O.Bolòs & Vigo, (2001)
- Brimeura amethystina var. duvigneaudii L.Llorens, (1984)
- Brimeura amethystina ssp. fontqueri (Pau) O.Bolòs & Vigo, (2001)
- Brimeura amethystina f. font-queri (Pau) Molero, (1975)
- Brimeura amethystina f. fontqueri (Pau ex Font Quer) Molero, (1976/1977)
- Brimeura amethystina ssp. fontqueri (Pau) O.Bolòs & Vigo (2001)
- Brimeura amethystina var. pallidiflora (Jord. & Fourr.) Chouard (1931)
- Brimeura duvigneaudii ssp. duvigneaudii. Llorens, (1984)
Finns i norra delen av Mallorca.
- Brimeura duvigneaudii ssp. occultata
L.Sáez, Rita, Bibiloni, Roquet & López-Alvarado (2011)
Finns på Serra de Tramuntana på Mallorca.
- Brimeura font-queri (Pau) Speta (1982)
- Endymion nutans ssp. patulus Douin (in Bonnier)
- Hyacinthus amethystinus var. pallidiflorus (Jord. & Fourr.) Nyman (1882)

## Habitat
Östra Spanien, Mallorca, Pyrenéerna, (på både spanska och franaka sidan), Bosnien, Slovenien.
Reichenbach-rapporten 1830 om habitat på berget Kapela i Kroatien är troligen en förväxling med någon annan, liknande art i Baltikum.

## Biotop
Öppna, torra fält med mycket sol med mager jord. Höjdlägen 400 … 2 200 m ö h.
Kalkgynnad, tål inte saltvatten.

## Etymologi
- Släktnamnet Brimeura — — —
- Artepitetet amethystina är latin och betyder violettfärgad.
- Lokala namn:
  - Jacinthe améthyste (franska)
  - Jacinto (spanska)
  - Jacint ametistí (katalanska)
- Förlinneanska namn:
  - Hyacinthus corollis campanulatis semisexfidis
  - Hyacinthus hispanicus flore caeruleo
  - Hyacinthus hispanicus flore caeruleo facie orientalis
  - Hyacinthus hispanicus minor flore caeruleo facie orientalis
  - Hyacinthus oblongo caeruleo flore minor
  - Hyacinthus minor hispanicus facie orientalis

## Användning
Prydnadsväxt i trädgårdars stenpartier. Dock mindre vanligt förekommande.
Ingen medicinsk användning känd.

## Bilder

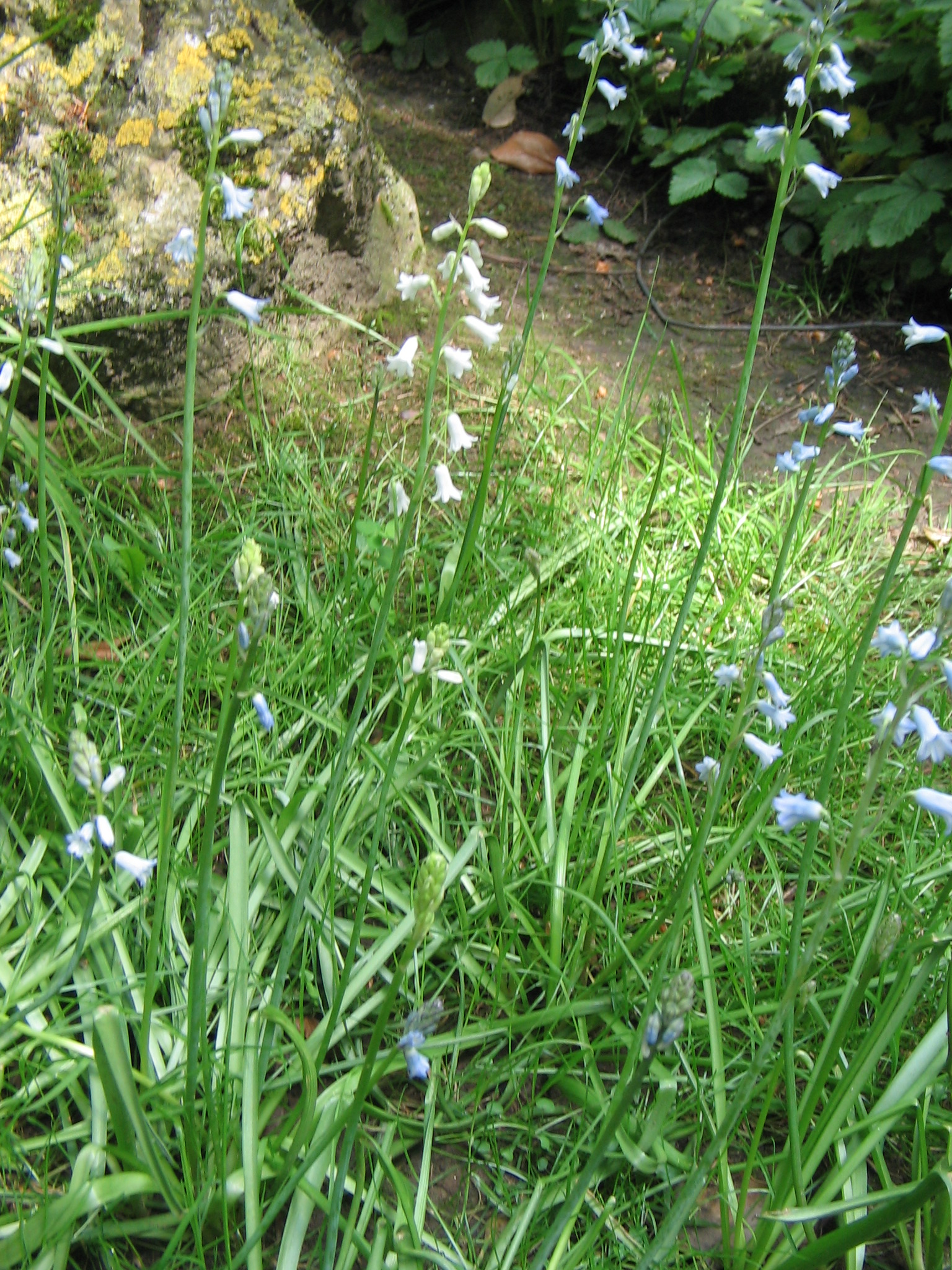
Här en viblommande stängel bland de normala ljusblå
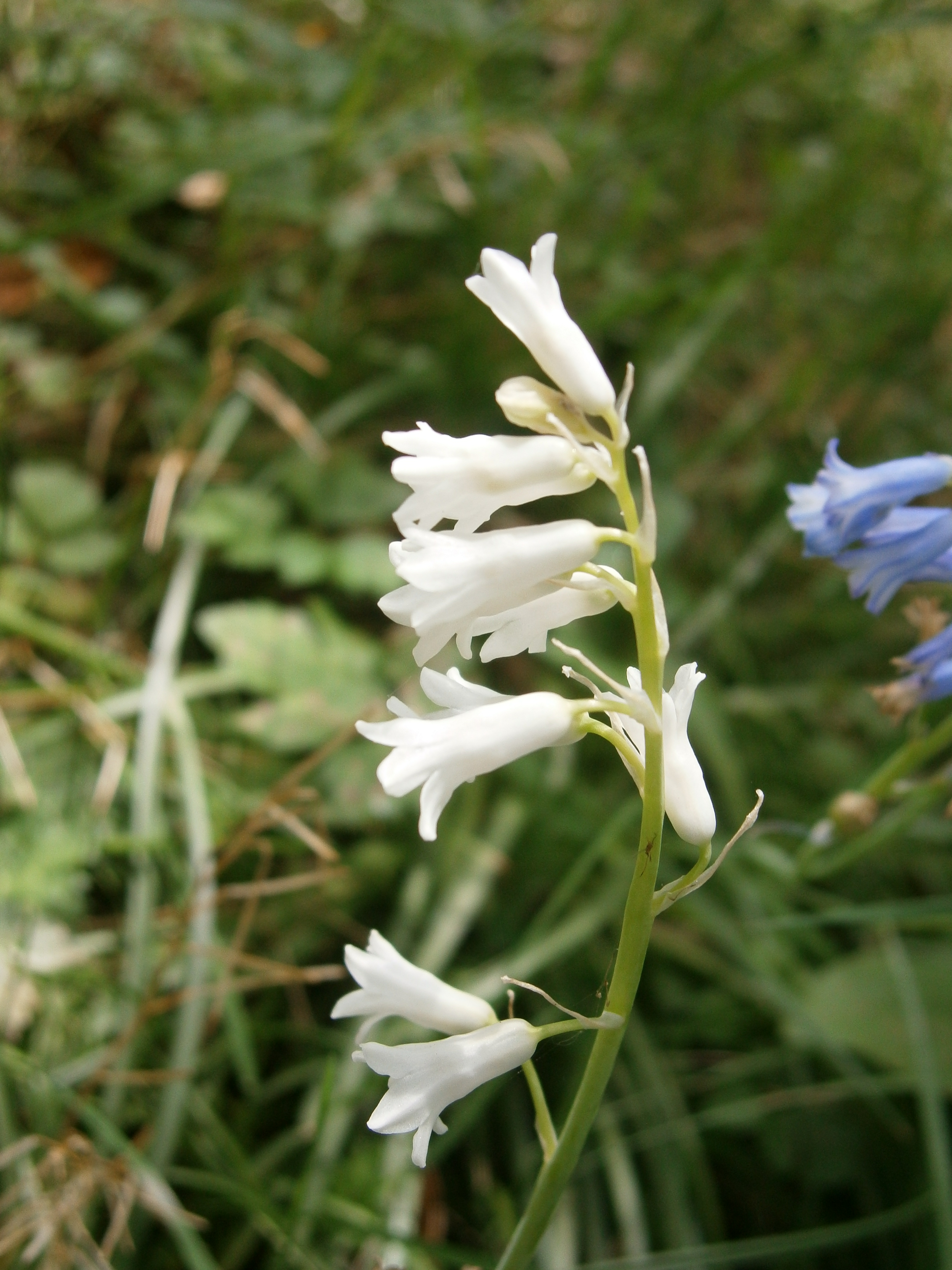
En odlad variant, 'Alba'
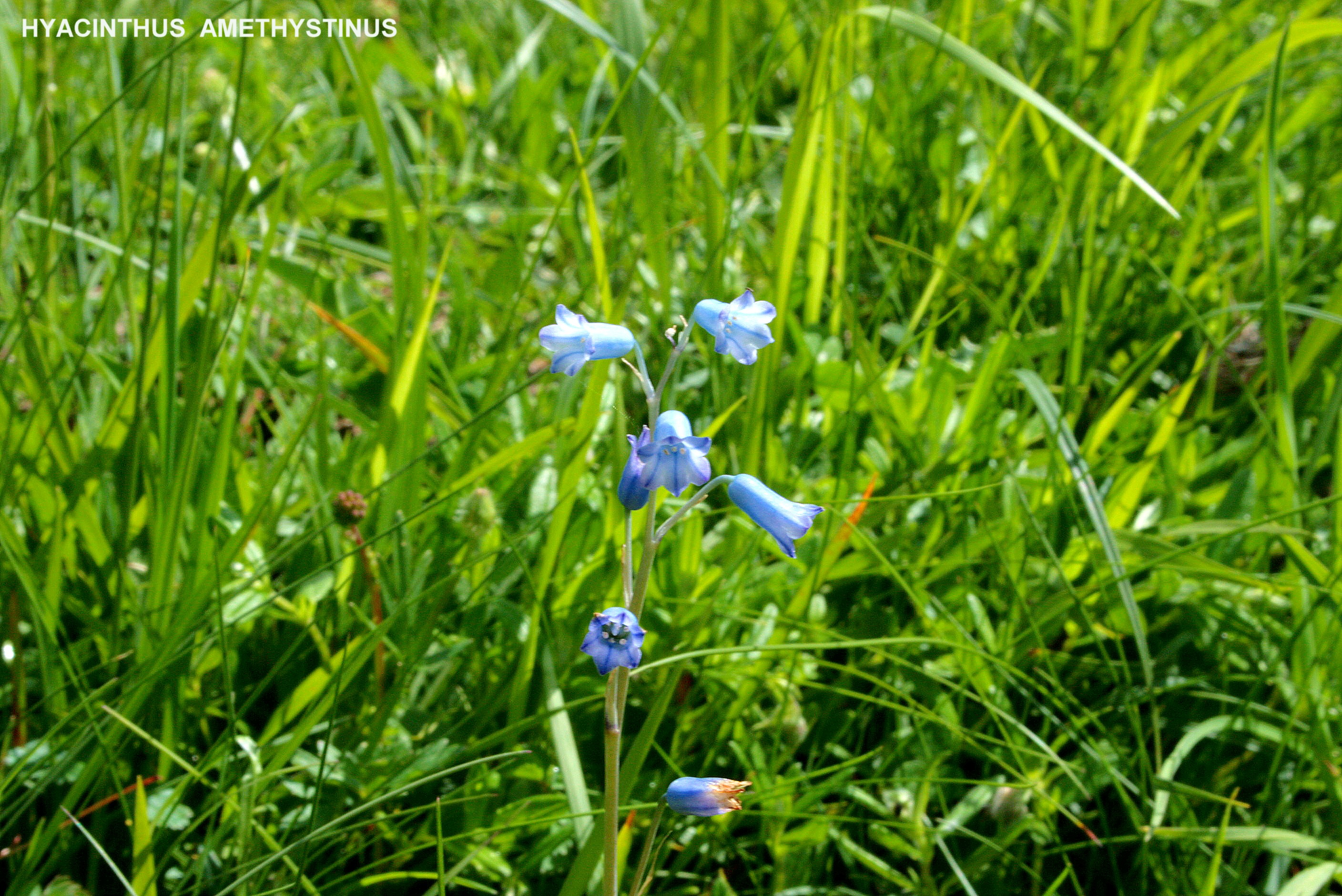
I klockan ovanför den halvvissna klockan syns ståndare omgiva den ensamma pistillen i mitten
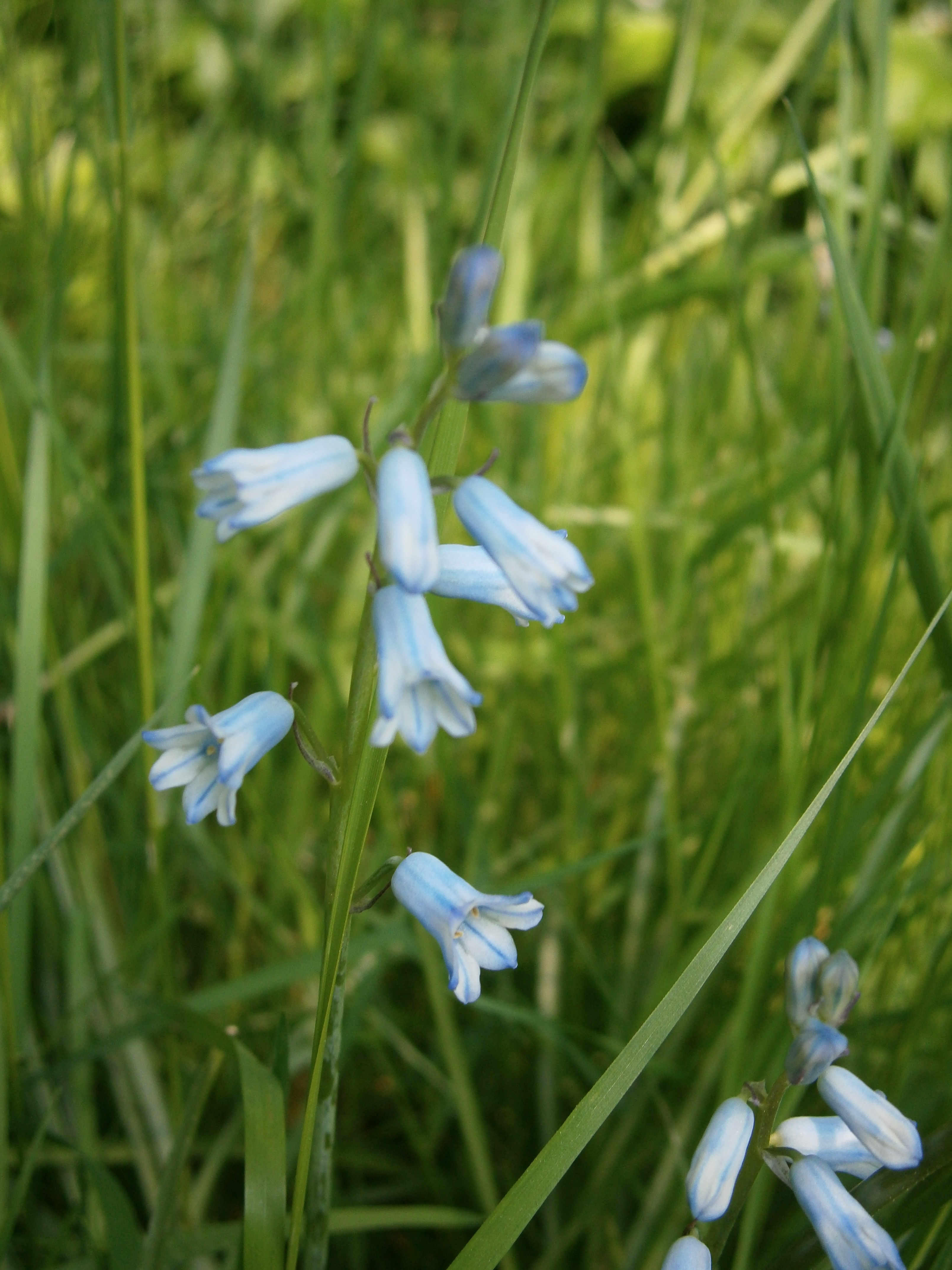
En mörkt band på varje blomblad
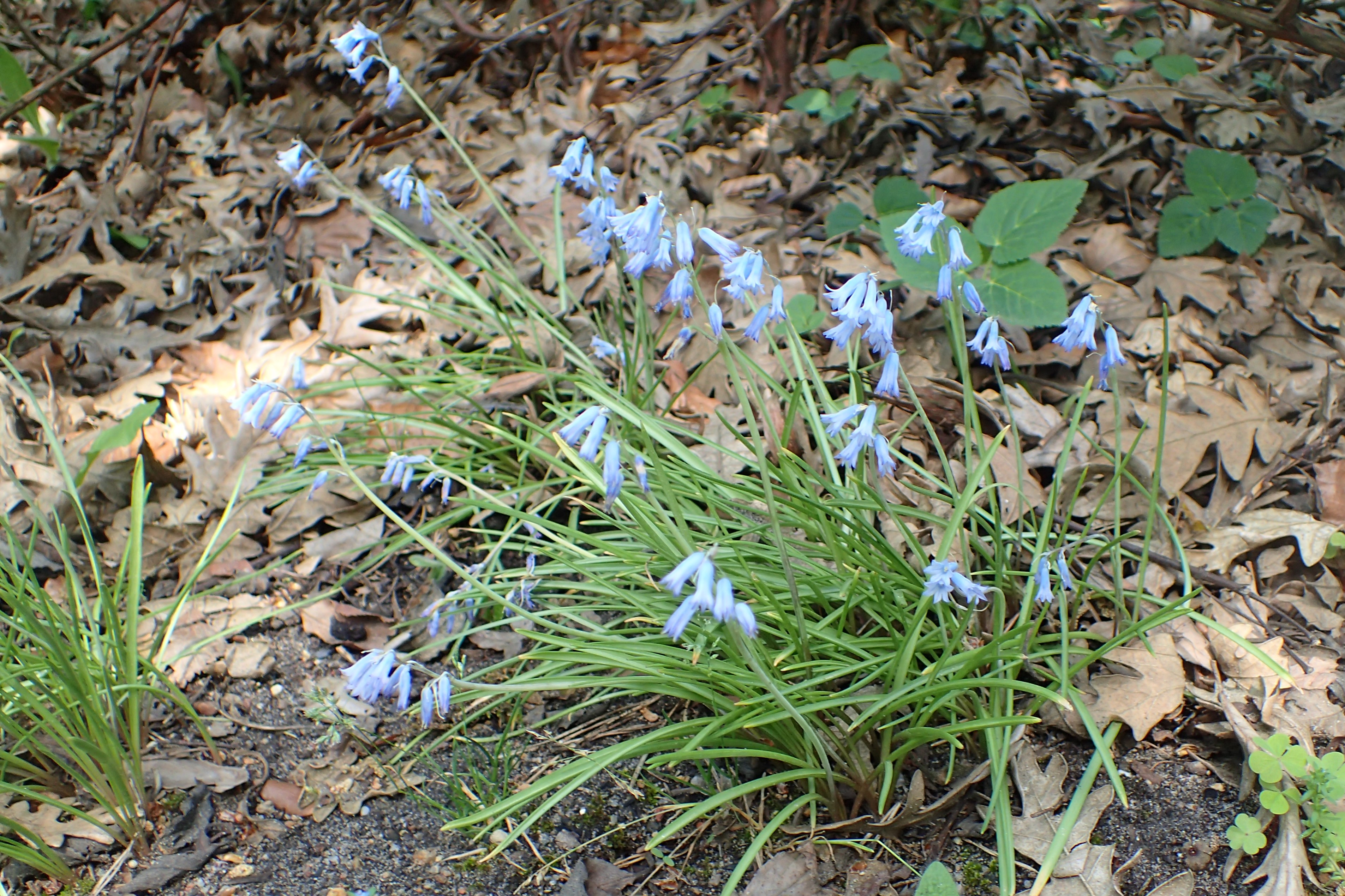
Kring varje blomstjälk ca tre blad i rosett intill marken
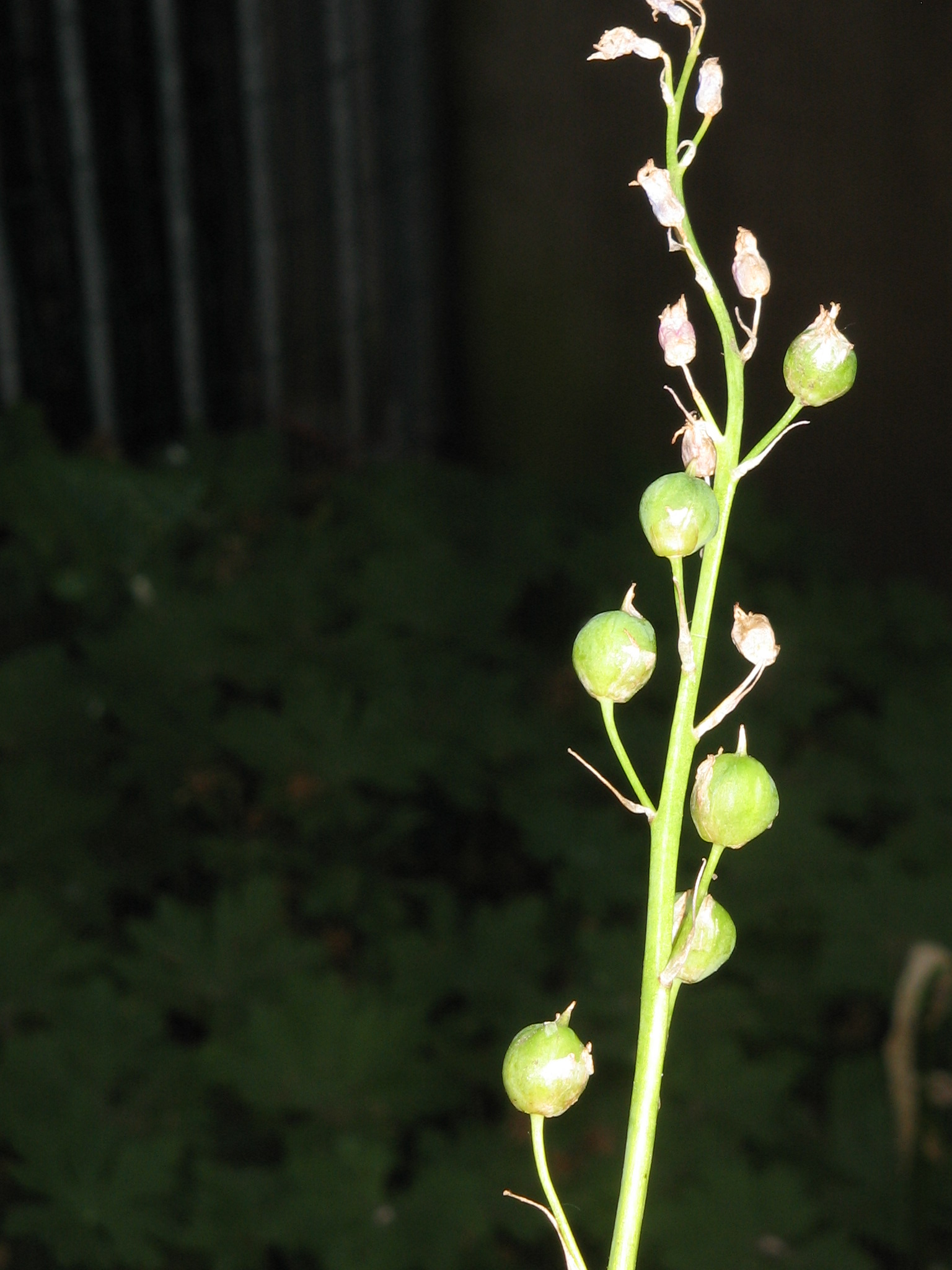
Omogna frukter Här ovanligt många; vanligen ej mer än tre per stjälk